# Château d'Égreville
Le château d'Égreville est un édifice fortifié situé à Égreville, en France. Il est inscrit aux monuments historiques depuis 1926 et ses abords depuis 2002.

## Situation et accès
L'édifice est accessible par la rue du Château-des-Roy, à côté de l'église, à l'ouest du village d'Égreville. Plus largement, il se trouve dans le département de Seine-et-Marne, en région Île-de-France.

## Histoire
le château a été la résidence secondaire de Jules Massenet à partir de 1899

## Statut patrimonial et juridique
Le château et le bâtiment dit les Champarts, dans les communs font communément l’objet d’une inscription au titre des monuments historiques par arrêté du 28 mai 1926, les douves, les terrasses, les murs de clôture et les vestiges de l'ancien château communément, d’une inscription par arrêté du 9 décembre 2002, en tant que propriété privée.